# Maggot Brain (brano musicale)
(George Clinton a Eddie Hazel)
Maggot Brain è un brano del gruppo Funkadelic, contenuto nell'omonimo album del 1971.

## Descrizione
La registrazione originale del brano, lunga oltre 10 minuti, consta poco più di un breve testo, recitato come introduzione, seguito da un lungo assolo di chitarra di Eddie Hazel; il brano è collocato al numero 60 della classifica delle 100 Greatest Guitar Songs redatta dalla rivista Rolling Stone.

Il titolo della canzone deriverebbe dal soprannome di Hazel, ma altre fonti lo riconducono al tragico ritrovamento, da parte di George Clinton, del cadavere di suo fratello, un "corpo morto in stato di decomposizione, con il cranio sfondato, in un appartamento di Chicago".

Michael Hampton, che ha sostituito Hazel alla chitarra solista, ne ha registrato una sua interpretazione nel 1978, che fu inserita in un vinile bonus distribuito con l'album One Nation Under a Groove.
Secondo le fonti, George Clinton, sotto l'effetto dell'LSD, avrebbe chiesto a Eddie Hazel di suonare la prima parte della canzone come se gli avessero appena detto della morte di sua madre e la seconda parte come se l'avesse trovata ancora viva; altre versioni della storia riportano che gli sarebbe stato semplicemente detto di suonare come se lui avesse trovato sua madre morta.